# Autostrada O52 (Turcja)
Otoyol 52 (tur. Adana–Şanlıurfa Otoyolu, w skrócie O-52) – płatna autostrada w Turcji. Łączy Adanę z Şanlıurfą. Na całej długości jest sześciopasmowa (po trzy pasy ruchu w obie strony), natomiast wszystkie łączniki (5) mają profil czteropasmowy. O-52 stanowi część trasy europejskiej E90 oraz trasy azjatyckiej AH84.
Autostrada była oddawana do ruchu etapami:
- 1996 - z Adany do Gaziantep (budowa w latach 1993–1996)
- 2006 - z Gaziantep do Şanlıurfy